# 케이트 업튼
캐서린 엘리자베스 "케이트" 업튼(영어: Katherine Elizabeth "Kate" Upton, 1992년 6월 10일 ~ )은 미국의 모델, 배우이다. 업튼은 2011년 미국의 스포츠 주간지 《스포츠 일러스트레이티드》에 첫 등장한 후 올해의 루키에 선정되었으며, 《스포츠 일러스트레이티드 수영복 특집》의 2012년, 2013년과 2017년 표지 모델로 발탁되었다. 그녀는 또한 《배너티 페어》의 100주년 표지를 장식했다. 업튼은 또한 《타워 하이스트》(2011년), 《아더 우먼》(2014년)과 《더 레이오버》(2017년)에 출연했다.

## 성장 과정
업튼은 1992년 6월 10일 미국 미시간주 세인트조지프에서 태어났다. 그녀는 텍사스주 출신의 테니스 챔피언이었던 셸리 업튼(결혼 전 성씨는 데이비스)와 고등학교 육상 감독 제프 업튼의 딸이다. 그녀의 삼촌은 미국 대표 프레드 업튼이다. 업튼의 증조부인 프레더릭 업튼은 가전 제품 제조업체인 월풀 코퍼레이션(Whirlpool Corporation)의 공동 창업자이다.
1999년, 업튼은 플로리다주 멜버른으로 이동했고, 홀리 트리니티 에피스코팔 아카데미의 학생이였다. 청소년 승마 선수로서, 그녀는 미국 페인트 승마 협회(APHA)에 출전하여 국가 수준에서 경쟁했다. 그녀의 말 로니(Roanie)와 함께, 그녀는 세 번의 APHA 예비 세계 선수권(13세 이하 서부 승마와 13세 이하 호스맨쉽, 14-18세 서부 승마)에서 우승을 했다. 그녀는 13세 미만 Reserve All-Around Champ라는 이름으로 총 네 번의 예비 챔피언(2위)을 달성했다. 또한 업튼은 APHA 청소년 Top 20에서 3위를 차지했다. 그리고 두 번째 말인 콜비(Colby)는 14-18세 서부 승마에서 우승했으며, 2009년에는 14-18세 서부 플레져와 14-18세 호스맨쉽에서 TOP 5위 안에 포함되었다.

## 경력

### 초기 경력
업튼은 2008년 마이애미에서 엘리트 모델 매니지먼트에 캐스팅되어 같은 날 서명했다. 그녀는 결국 뉴욕으로 이동하여 모델 에이전시 IMG에 서명했다.
업튼은 가라지(Garage)와 두니앤버크(Dooney & Bourke)의 옷을 처음 모델링했다. 그녀는 게스의 2010-11 시즌의 얼굴이었다. 2011년에 업튼은 미국의 스포츠 주간지 스포츠 일러스트레이티드(Sports Illustrated Swimsuit Issue)에 등장했다. 그녀는 바디 페인트 섹션에 실렸으며, 올해의 루키에 선정되었다. 그녀는 이후 비치 버니 스윔웨어(Beach Bunny Swimwear)의 모델로 발탁되었으며, Complex와 Esquire는 "The Summer of Woman"으로 출연했다. 업튼은 2014년 스포츠 일러스트레이티드에서 비치 버니(Beach Bunny)를 착용했다.
2011년 4월, 로스앤젤레스 클리퍼스에서 더기 힙합 댄스를 하는 그녀의 인터넷 비디오가 바이러스성을 나타내어 인기를 높였다. 뉴욕 타임즈의 가이 트레비는 이전에 디자이너의 패션 쇼의 영역이었던 모델에 스타덤을 부여하는 소셜 미디어의 힘을 설명하는데 도움이 되었다고 언급했다.
업튼은 2011년 6월에 《Tosh.0》의 에피소드에 출연했으며, 2011년 7월 애리조나주 피닉스의 체이스 필드에서 열린 2011 타코 벨 올-스타 레전드 & 셀러브리티 소프트볼 게임에 참가했다.
업튼의 연기 데뷔는 영화 《타워 하이스트》이다. 이 영화는 2011년 11월에 개봉되었다. 그녀는 또한 영화 《쓰리 스투지스》에서 여동생 버니스 역할로 출연했다.

### 2012-현재
업튼은 2012년 2월에 발표된 《2012 스포츠 일러스트레이티드》의 표지에 출연했다. 업튼은 또한 2012년 스포츠 일러스트 레이티드 표지의 부정적인 애프터 효과에 대해 언급했다. 그녀는 비판을 받고 그녀가 객관화 된 것으로 느꼈다.
2012년 4월에 업튼은 더 리젝츠가 같은 동명의 노래에 캣 대디의 댄스를 공연한 비디오에 출연했다.
업튼은 미국, 이탈리아, 영국, 스페인, 독일과 브라질판 〈보그〉, 〈하퍼스 바자〉, 〈V〉, 〈Mademoiselle〉, 〈LOVE〉, 이탈리아, 독일과 미국판 〈GQ〉, 〈코스모폴리탄〉, 〈글래머〉와 〈에스콰이어〉에 출연했다. 그녀는 이탈리아, 미국과 영국판 〈보그〉, 프랑스와 미국판 〈엘르〉, 미국, 이탈리아와 독일판 〈GQ〉, 〈에스콰이어〉와 〈배너티 페어〉의 표지에 출연했다.
그녀는 데이비드 율만, 샘 에델만, 벳시 존슨, 게스, 빅토리아 시크릿, 익스프레스와 베어네세시티의 광고 캠페인에 출연했다. 그녀는 2014년 바비 브라운 화장품의 "새로운 얼굴"로 선정되었다.

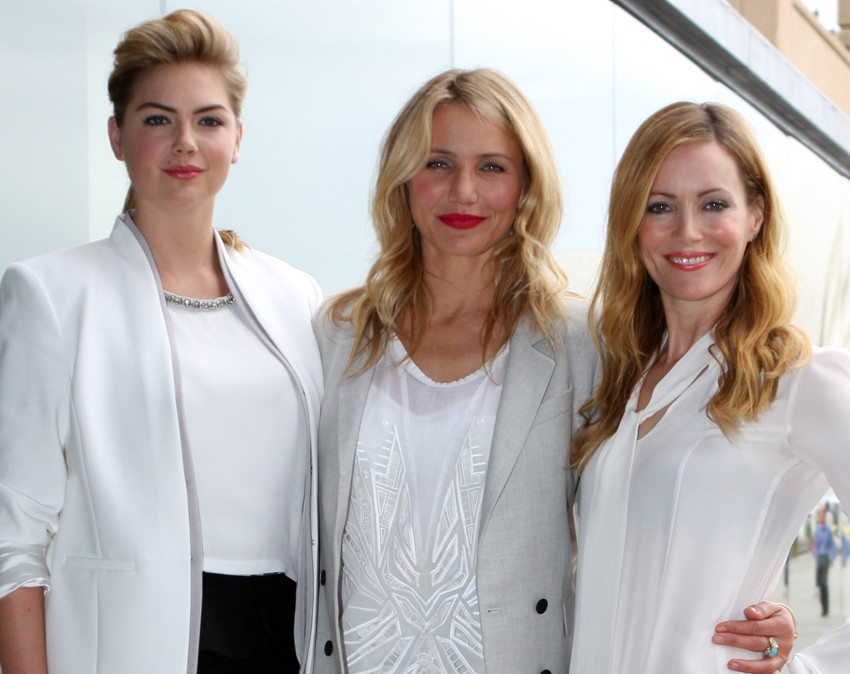
2014년 영화 《아더 우먼》 시사회에서 캐머런 디애즈, 레슬리 맨과 업튼

2012년, 그녀는 Models.com에서 다섯 번째로 섹시한 모델로 선정되었다. 2013년 미국 출판사 AskMen의 "Top 99 여성"에서 3위를 차지했다. 2012년 〈맥심〉의 Hot 100 목록에 올랐으며, 스포츠 일러스트레이티드에서 찍은 그녀의 사진을 인용하고 있다. 업튼은 2년 연속으로 2013년 스포츠 일러스트레이티드의 표지 모델이었다. 2013년 스포츠 일러스트레이티드의 화보 일부는 남극에서 촬영되었으며, 업튼은 극한의 추위로 인해 청력과 시력이 떨어지는 고통을 겪었다. 이후 2012년 11월에 사진작가 스티븐 마이젤이 촬영한 이탈리아판 〈보그〉 와 2013년 1월 영국판 〈보그〉의 커버 모델을 한 후 업튼은 2013년 6월 마리오 테스티노가 촬영한 미국판 〈보그〉 표지를 장식했다. 그녀는 2013년 10월, 애니 레보비츠가 촬영한 배너티 페어의 100주년 표지에 등장했다.
2013년 9월, 업튼은 뉴욕의 메르세데스-벤츠 패션 위크에서 열린 제10회 스타일 어워드(Style Awards)에서 '올해의 모델'로 선정되었다.
업튼은 2014년 50주년 기념 스포츠 일러스트레이티드의 플립 사이드 커버에 처음 등장했다. 그녀의 촬영 중 일부는 플로리다주 케이프 커내버럴에서 무중력 상태로 촬영되었다.
2014년 4월, 그녀는 캐머런 디애즈, 레슬리 맨, 니콜라이 코스터 왈도와 함께 주인공 중 한 명인 앰버 역할로서 영화 《아더 우먼》에 출연했다. 2014년, 업튼은 레이디 앤터벨룸의 뮤직 비디오 "Bartender"에 토니 헤일과 출연했다. 피플은 업튼을 2014년에 "가장 섹시한 여성"으로 지명했으며, 이 타이틀은 처음 수여되었다. 또한 2014년에 업튼은 머신 존의 모바일 게임인 게임 오브 워 : 파이어 에이지에 대한 4000만 달러 광고 캠페인에 등장했다.
2017년 업튼은 윌리엄 H. 메이시가 감독한 로드 로맨스 코미디 영화 《더 레이오버》에서 알렉산드라 다드다리오와 함께 주연을 맡았다. 또한 그 해 업튼은 제임스 프랑코의 영화 The Room 제작에 대한 《더 디제스터 아티스트》의 영화에 등장했다.

## 개인 생활

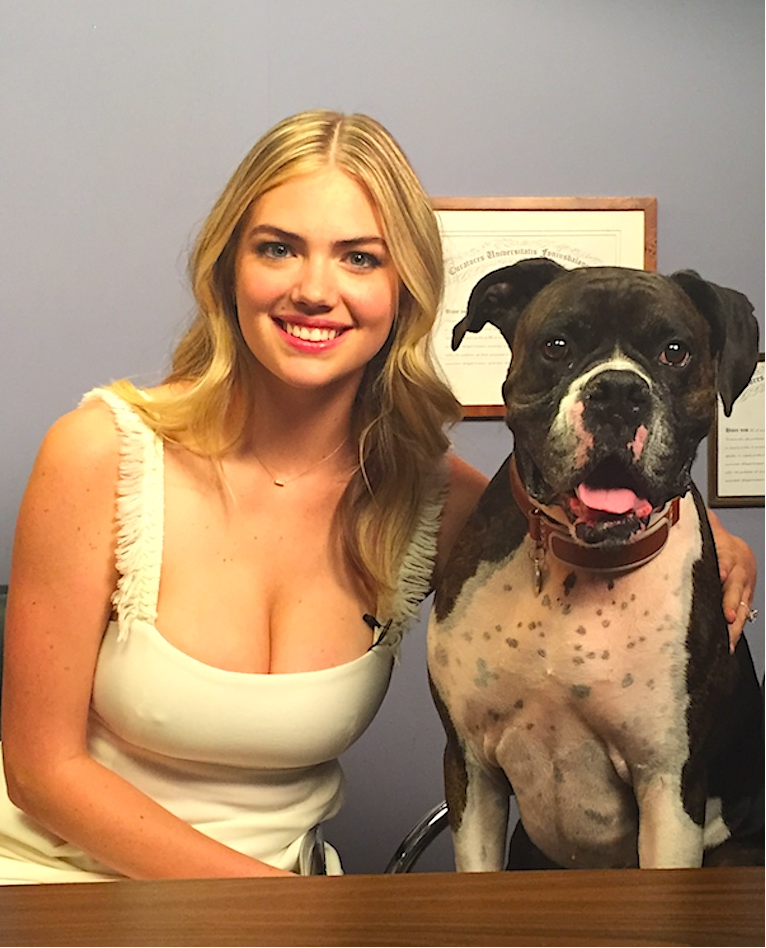
2017년, 자신의 애견 할리와 케이트 업튼

업튼은 하나님에 대한 그녀의 믿음이 그녀에게 중요하다고 말했다. 업튼의 화보 촬영 도중에 누군가가 그녀가 착용한 십자가 모양의 목걸이에 관한 농담을 건네면서 "왜 네가 신앙심이 깊은 것처럼 보이려고 십자가를 입고 있는 거니?"라고 말했고, 화보 촬영을 위해 그녀에게서 목걸이를 빼앗았다고 한다. 업튼은 이 사건에 대해 "나는 그것에 의해 정말 영향을 받았다. 그 모든 것은 내가 항상 나와 십자가를 갖고 싶어한다는 것을 깨닫게 했다."라는 입장을 밝혔다. 이를 계기로 업튼은 손가락 안쪽에 십자가 문신을 새기게 된다.
2014년에 업튼과 다른 몇몇 여성 유명인들의 누드 사진이 불법적으로 인터넷에 유출되었다. 2019년 기준으로, 그녀는 복서 애견 할리를 키우고 있다.
업튼은 2014년 초, 디트로이트 타이거스(당시 소속)의 야구 선수 저스틴 벌랜더와 데이트하기 시작했다. 두 사람은 2016년 약혼하였고, 2017년 11월에 이탈리아 토스카나에서 결혼식을 올렸다. 업튼은 2018년 11월 7일에 딸 제네비브 업튼 벌랜더(Genevieve Upton Verlander)를 출산했다.

## 필모그래피

### 영화
| 연도 | 제목                                     | 역할                  | 참고        |
| ---- | ---------------------------------------- | --------------------- | ----------- |
| 2011 | 타워 하이스트 Tower Heist                | Mr. 하이타워의 여주인 | 카메오      |
| 2012 | 바보 삼총사 The Three Stooges            | 여동생 버니스         |             |
| 2014 | 아더 우먼 The Other Woman                | 앰버                  |             |
| 2017 | 더 레이오버 The Layover                  | 메그                  |             |
| 2017 | 더 디제스터 아티스트 The Disaster Artist | 자신                  | 장면 삭제됨 |
| 2017 | 와일드 맨 Wild Man                       | 탈리아                |             |

### 텔레비전
| 연도 | 제목                                            | 역할                                  | 참고                                            |
| ---- | ----------------------------------------------- | ------------------------------------- | ----------------------------------------------- |
| 2011 | Tosh.0                                          | 자신                                  | 에피소드: "Bug in Mouth Reporter"               |
| 2012 | Sports Illustrated: The Making of Swimsuit 2012 | 자신                                  | TV 스페셜; 2월 14일 삭제됨                      |
| 2012 | 새터데이 나이트 라이브 Saturday Night Live      | 자신                                  | 에피소드: "Maya Rudolph/Sleigh Bells"           |
| 2012 | GTTV Presents MLB 2K12: The Perfect Club        | 자신                                  | 5월 24일 삭제됨                                 |
| 2017 | 립 싱크 배틀 Lip Sync Battle                    | 자신                                  | 에피소드: "Ricky Martin vs. Kate Upton"         |
| 2018 | RuPaul's Drag Race                              | 자신, 게스트 심사위원                 | 1 에피소드 (시즌 10)                            |
| 2018 | 로봇 치킨 Robot Chicken                         | 가라앉지 않는 몰리 브라운 / 금발 여자 | 에피소드: "Your Mouth Is Hanging off Your Face" |

## 수상 및 후보
| 연도 | 상                   | 부문                    | 작품      | 결과 |
| ---- | -------------------- | ----------------------- | --------- | ---- |
| 2013 | 스타일 매거진 어워드 | 올해의 모델상           | 자신      | 수상 |
| 2014 | 피플 매거진 어워드   | 피플스 섹시스트 여성    | 자신      | 수상 |
| 2014 | 틴 초이스 어워드     | 초이스 무비: 케미스트리 | 아더 우먼 | 후보 |
| 2015 | MTV 무비 & TV 어워드 | 최고의 상의 탈의 연기상 | 아더 우먼 | 후보 |